# 熊毛支庁
| 熊毛支庁管内のデータ |                                               |
| 面積                 | 995.0 km2 （全県比：10.8%） （2010年10月1日） |
| 国勢調査             | 45,454 人 （全県比：2.7%） （2010年10月1日）  |
| 推計人口             | 36,711 人 （全県比：2.4%） （2025年2月1日）   |

| 鹿児島地域 南薩地域 北薩地域 | 姶良・伊佐地域 大隅地域 熊毛地域 |

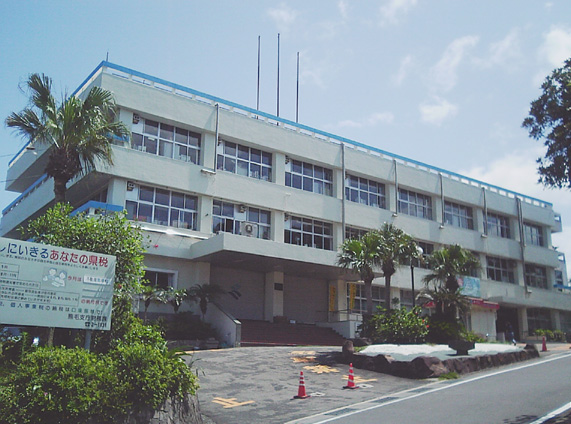
鹿児島県熊毛支庁本館

鹿児島県 地域区分図 (※屋久島以北)
鹿児島地域
南薩地域
北薩地域
姶良・伊佐地域
大隅地域
熊毛地域
（濃色が市部、淡色が郡部）

熊毛支庁（くまげしちょう）は、鹿児島県西之表市にある県の出先機関である。2007年3月31日までは本庁の企画部に属する機関であったが、同年4月1日の出先機関改編により、本庁の部と同格の権限が与えられる事となった。
管轄地域は種子島、屋久島及び口永良部島、馬毛島であり、屋久島と口永良部島については、支庁の出先機関である屋久島事務所が管轄する。
この地域は元々、大島支庁（大島県庁、金久支庁とも呼ばれた）種子島出張所の管轄であったが、1889年（明治22年）にその管轄を離れ、北種子村（現・西之表市）に設置された郡役所によって管轄された。なおこの頃は、種子島・馬毛島が熊毛郡、屋久島・口永良部島が馭謨郡（ごむぐん）であり、1郡役場によって2郡を管轄していた。
1896年（明治29年）になると熊毛郡・馭謨郡が合併して熊毛郡となり、1926年（大正15年）には熊毛支庁が設立され、現在に至る。
管内人口は県内の振興局・支庁内で最小ではあるものの、管内に宇宙センターや世界自然遺産、国立公園などを有し、大変個性に富んだ地域となっている。

## 沿革
- 1877年 - 県種子島出張所設置。
- 1879年 - 郡制施行。鹿児島・谿山（たにやま）・熊毛・馭謨（ごむ）郡を1郡とし、郡役所を鹿児島に設置。
- 1885年 - 大島郡金久村に県金久支庁が開庁。同支庁（1886年に大島島庁に改定）の種子島出張所を西之表に設置。熊毛、馭謨両郡及び現在の三島村地域がその管轄下に置かれる。
- 1889年 - 町村制施行に伴い大島島庁から熊毛、馭謨両郡を分離。同時に西之表に熊毛、馭謨両郡を管轄する郡役所を設置。
- 1896年 - 熊毛郡・馭謨郡が合併し熊毛郡となる。
- 1923年 - 郡制廃止に伴い、熊毛郡役所は県の出先事務所となる。
- 1926年 - 熊毛支庁設置。
- 1926年 - 北種子村が町制施行し西之表町となる。
- 1940年 - 中種子村が町制施行し中種子町となる。
- 1944年 - 西之表保健所を設置。
- 1950年 - 熊毛支庁屋久島連絡事務所を上屋久村の宮之浦に設置。
- 1955年 - 熊毛支庁屋久島連絡事務所を廃止。
- 1955年 - 熊毛水産指導所を廃止。
- 1956年 - 南種子村が町制施行し南種子町となる。
- 1958年 - 上屋久村が町制施行し上屋久町となる。
- 1958年 - 屋久島土地改良事務所を設置。
- 1958年 - 西之表町が市制施行し西之表市となる。
- 1959年 - 下屋久村が町制施行し屋久町となる。
- 1963年 - 屋久島保健所を設置。
- 1965年 - 屋久島合同庁舎落成（屋久町安房）。
- 1967年 - 熊毛支庁新庁舎落成（西之表市西之表）。
- 1969年 - 屋久島福祉出張所を設置。
- 1969年 - 土木事務所を廃止し、熊毛支庁内に土木課及び屋久島土木出張所を設置。
- 1969年 - 屋久島土地改良事務所を屋久島土地改良出張所に改組。
- 1976年 - 熊毛支庁の所管が本庁地方課から本庁離島振興課になる。
- 1979年 - 屋久島土地改良出張所・屋久島福祉出張所・屋久島土木出張所が、熊毛支庁土地改良課・福祉課・土木課の所管に入る。
- 1980年 - 馬毛島が無人島となる。
- 1984年 - 支庁会計課と県税課、経済課と林務課を統合し、それぞれ財務課と農林水産課に改組。
- 1989年 - 熊毛支庁別館落成。
- 1994年 - 屋久島福祉出張所・屋久島土地改良出張所・屋久島土木出張所・屋久島保健所会計課を再編し、屋久島事務所を設置。
- 1994年 - 支庁土木課空港建設室を設置。
- 1997年 - 支庁総務課の総務係と県民労政係を、総務労政係と地域振興係に改組。
- 2001年 - 支庁土木課に管理係、屋久島事務所総務課に農林係を設置し、支庁農林水産課屋久島駐在を廃止。
- 2002年 - 支庁土木課の道路建設係を、道路建設一係と道路建設二係に改組。
- 2006年 - 支庁土木課に空港係と建設係を設置し、同課空港建設室を廃止。
- 2006年 - 屋久島事務所総務課の会計係を廃止。
- 2007年 - 県の組織機構改革（振興局及び支庁の設置）の一環として、これまでの熊毛支庁及び屋久島事務所を再編し、新たな熊毛支庁と屋久島事務所を設置。支庁総務課と財務課を再編し、総務企画部を設置（部内に総務企画課と県税課を設置）。支庁福祉課と西之表保健所を再編し、保健福祉環境部を設置（部内に健康企画課と地域保健福祉課を設置）。支庁農林水産課、土地改良課、種子島農業改良普及センターを再編し、農林水産部を設置（部内に農政普及課、農村整備課、林務水産課を設置）。支庁建設課を再編し、建設部を設置（部内に建設課を設置）。熊毛支庁屋久島事務所、屋久島保健所、屋久島農業改良普及センターを再編し、熊毛支庁屋久島事務所を設置（所内に総務企画課、保健福祉環境課、農林普及課、建設課を設置）。
- 2007年 - 上屋久町と屋久町が合併し屋久島町となる。
- 2009年 - 支庁総務企画部県税課の会計係を廃止。

## 所在地
- 熊毛支庁本庁舎 - 〒891-3192西之表市西之表7590番地
  - 総務企画部・保健福祉環境部・農林水産部・建設部
  - 熊毛教育事務所
- 熊毛支庁屋久島庁舎 - 〒891-4311屋久島町安房650番地
  - 屋久島事務所
  - 熊毛教育事務所屋久島駐在

## 管轄地域
- 熊毛支庁本庁 - 西之表市（馬毛島含む）・中種子町・南種子町
- 屋久島事務所 - 屋久島町（口永良部島含む）

## 組織
- 支庁長
  - 次長
  - 総務企画部
    - 総務企画課
    - 県税課

  - 保健福祉環境部（西之表保健所）
    - 健康企画課
    - 地域保健福祉課

  - 農林水産部
    - 農政普及課
    - 農村整備課
    - 林務水産課

  - 建設部
    - 建設課

  - 屋久島事務所
    - 総務企画課
    - 保健福祉環境課（屋久島保健所）
    - 農林普及課
    - 建設課
- 県教育庁関係
  - 熊毛教育事務所
    - 総務課
    - 指導課
    - 屋久島駐在